# 幽
『幽』（ゆう、yoo）は、株式会社KADOKAWA（角川書店ブランド）が発行する怪談文芸専門誌。GHOSTLY MAGAZINEというサブタイトルが付いている。2004年6月18日創刊、2018年12月18日、30号をもって休刊。年2回（7月・12月）発行。編集顧問は東雅夫。編集長は岸本亜紀。アートディレクションは祖父江慎。

## 概要
日本初の文学的な怪談専門誌である。掲載内容は大半が書き下ろし・語り下ろしで、特集などに関連して名作の復刻が掲載されることもある。小説、実話、コミック、グラビア、評論、対談、インタビュー、コラム、書評など、すべて怪談を主題として企画・取材・構成されている。本誌を母体として派生した雑誌に、女性向け怪談専門誌『Mei（冥）』（2014年12月休刊）がある。
発行元・ブランドが何度か変更されており、創刊から2013年9月までは株式会社メディアファクトリー、2013年10月から2014年9月までは株式会社KADOKAWA メディアファクトリーブランド、2014年10月からは株式会社KADOKAWA 角川書店ブランドとなっている。
2006年から2015年まで『幽』文学賞（旧称・『幽』怪談文学賞）を主催していた。
2014年7月発売の第21号（2014年8月号）で創刊10周年を迎えた。
2018年12月発売の第30号をもって終刊。2019年4月に妖怪マガジン『怪』と合併し、新雑誌『怪と幽』としてリニューアル。

### 創刊までの経緯
創刊直後の『ダ・ヴィンチ』掲載インタビューで、編集長の東雅夫は『幽』の創刊を、「怪談之怪」での活動実績を踏まえての集大成であり、さらなるステップアップへ向けての第一歩でもあると位置づけている。
東個人としては、2003年の『幻想文学』終刊を受けて、懲りずに新たな雑誌を創りたいと考え、『ダ・ヴィンチ』の編集者に企画を持ちかけたところ、快諾を得ることができ、「怪談専門の総合誌を目指したい」「実話と小説とコミックを三本柱にした極上の怪談エンターテインメント・マガジンであると同時に、古今東西の怪談文化を探求し、再発見するためのメディアでもありたい」とも語っている。

## 主な掲載作家
小説
| - 朱野帰子 - 安曇潤平 - 綾辻行人 - 有栖川有栖 - 円城塔 - 小野不由美 - 恩田陸 - 加門七海 | - 唐沢俊一 - 木原浩勝 - 京極夏彦 - 工藤美代子 - 近藤史恵 - 高原英理 - 恒川光太郎 - 中山市朗 | - 南條竹則 - 初野晴 - 平山夢明 - 福澤徹三 - 藤野可織 - 牧野修 - 山白朝子 |

コミック
| - 五十嵐大介 - 伊藤三巳華 - 楳図かずお - 大田垣晴子 - 押切蓮介 | - 近藤ようこ - 柴門ふみ - 高橋葉介 - 花輪和一 - 諸星大二郎 |

## 刊行リスト
| 号   | 刊行日         | 特集                              | 特集                                                            |
| 号   | 刊行日         | 第一特集                          | 第二特集                                                        |
| ---- | -------------- | --------------------------------- | --------------------------------------------------------------- |
| 01号 | 2004年06月18日 | 小泉八雲                          | 怪談生活の達人                                                  |
| 02号 | 2004年12月10日 | 岡本綺堂                          | 相互競作怪談集（『幽』の怪談2004）                              |
| 03号 | 2005年06月24日 | 内田百閒                          | 『新耳袋』大百科                                                |
| 04号 | 2005年12月09日 | 泉鏡花                            | 怪談を書こう！                                                  |
| 05号 | 2006年06月20日 | 猫の怪                            | 実話と創作のあいだに                                            |
| 06号 | 2006年12月08日 | 江戸の怪                          | 決定！第1回『幽』怪談文学賞                                     |
| 07号 | 2007年06月22日 | 三遊亭圓朝                        | 『幽』怪談文学賞受賞作家競作！ 朗読怪談                         |
| 08号 | 2007年12月10日 | 京都怪談                          | 決定！第2回『幽』怪談文学賞                                     |
| 09号 | 2008年06月27日 | 山の怪談                          | 古今東西長篇怪談                                                |
| 10号 | 2008年12月15日 | 怪談マニア龍之介                  | 決定！第3回『幽』怪談文学賞                                     |
| 11号 | 2009年07月03日 | 怪談遠野物語                      | プロに学ぶ 実話取材の極意                                       |
| 12号 | 2009年12月11日 | 稲川淳二スペシャル                | 決定！第1回『幽』怪談実話コンテスト&第4回『幽』怪談文学賞       |
| 13号 | 2010年07月02日 | 女たちの百物語                    | 二百一年目の上田秋成                                            |
| 14号 | 2010年12月17日 | みちのく怪談                      | 決定！第5回『幽』怪談文学賞&第2回『幽』怪談実話コンテスト       |
| 15号 | 2011年07月01日 | 「ゴーストハンター」              | 震災と怪談文芸                                                  |
| 16号 | 2011年12月16日 | 震えて眠れ、子どもたち            | 決定！第6回『幽』怪談文学賞&第3回『幽』怪談実話コンテスト       |
| 17号 | 2012年07月02日 | ふるさと怪談                      | 出でよ、怪談実話の新星たち!!                                    |
| 18号 | 2012年12月17日 | 沖縄怪談大全                      | 第7回『幽』怪談文学賞&第4回『幽』怪談実話コンテスト受賞作発表！ |
| 19号 | 2013年07月01日 | お化け好きに捧げる能楽特集        | 『幽』vs『ムー』                                                |
| 20号 | 2013年12月16日 | 怪談文芸アメリカン Kwaidan U.S.A. | 決定！第8回『幽』怪談文学賞&第5回『幽』怪談実話コンテスト       |
| 21号 | 2014年07月04日 | 怪談ベストブック 2004 - 2014      | 怪談ベストブック 2004 - 2014                                    |
| 22号 | 2015年01月30日 | ハーン／八雲 Retold               | 決定！第9回『幽』文学賞&第6回『幽』怪談実話コンテスト           |
| 23号 | 2015年06月30日 | 幽霊画大全                        | 幽霊画大全                                                      |
| 24号 | 2015年12月17日 | リアルか、フェイクか。            | リアルか、フェイクか。                                          |
| 25号 | 2016年06月30日 | 人形／ヒトカタ                    | 人形／ヒトカタ                                                  |
| 26号 | 2016年12月15日 | 夢野久作                          | 夢野久作                                                        |
| 27号 | 2017年06月29日 | 山田風太郎                        | 山田風太郎                                                      |
| 28号 | 2017年12月15日 | 山妖海怪奇奇怪怪                  | 山妖海怪奇奇怪怪                                                |
| 29号 | 2018年06月29日 | 刀剣怪談                          | 刀剣怪談                                                        |
| 30号 | 2018年12月18日 | 平成怪談 総括！                   | 平成怪談 総括！                                                 |